# 22924 Deshpande
22924 Deshpande este un asteroid din centura principală de asteroizi.

## Descriere
22924 Deshpande este un asteroid din centura principală de asteroizi. A fost descoperit pe 2 octombrie 1999 la Socorro, New Mexico, în cadrul proiectului LINEAR. Asteroidul prezintă o orbită caracterizată de o semiaxă mare de 2,77 ua, o excentricitate de 0,18 și o înclinație de 9,9° în raport cu ecliptica.